# Chiesa di Santa Maria della Carità (Napoli)

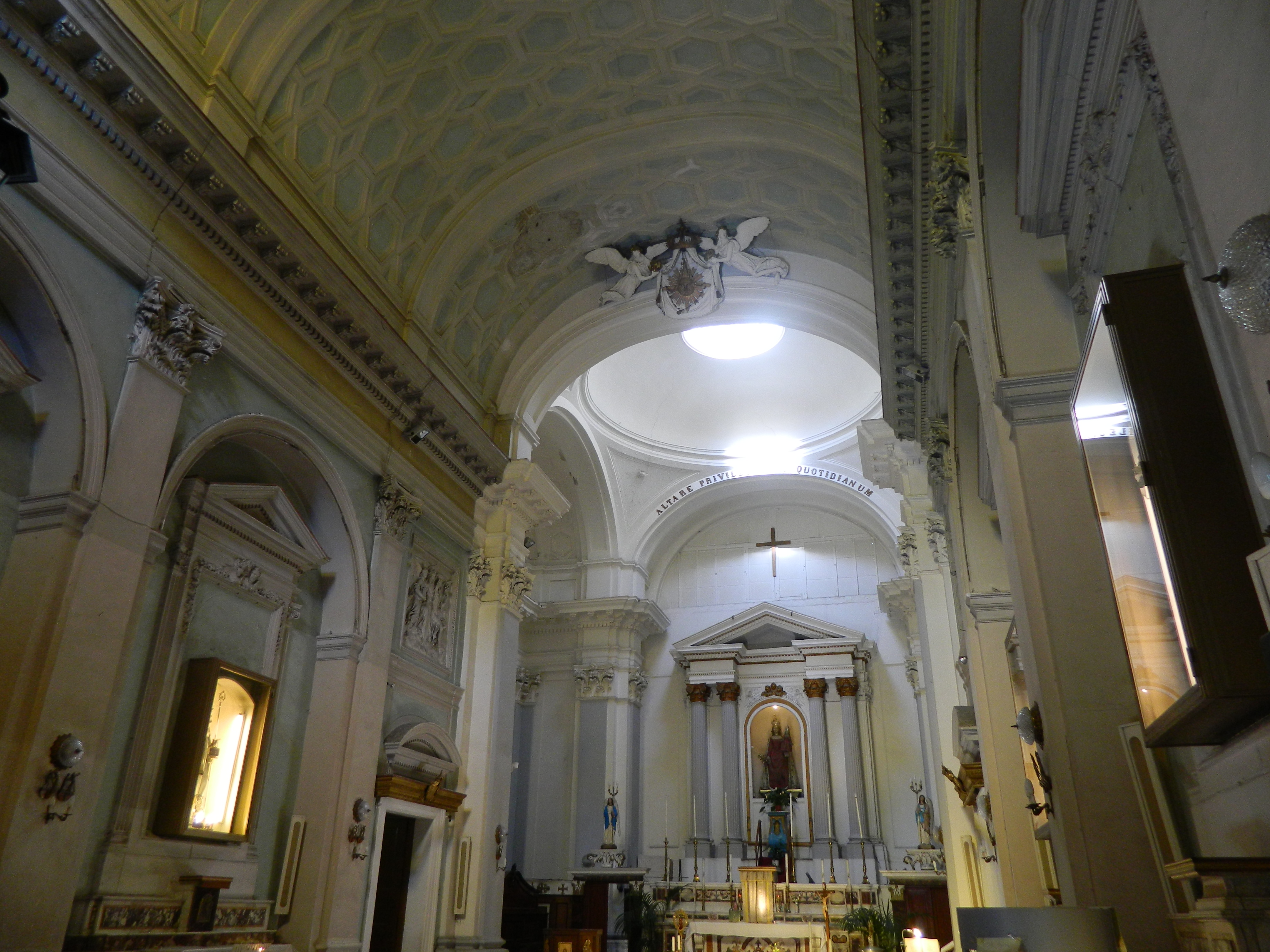
Interno

La chiesa di Santa Maria della Carità (detta La Giorgia) è un monumentale luogo di culto di Napoli, ubicato in piazza Carità.

## Storia
La chiesa venne fondata nel XVI secolo anche se gli storici discordano sull'esatto anno di fondazione, che secondo varie teorie sarebbe il 1540 o dopo la peste del 1550.
Nel 1627 fu affidata ai Pii Operai Catechisti Rurali che abbandonarono l'edificio nel 1633, quando morì il loro fondatore Carlo Carafa e quindi passò ad una congrega di Nobili.
Nel 1685 vi viene battezzato Domenico Scarlatti. Questo l'atto di battesimo, attualmente custodito presso l'Archivio Diocesano della Curia di Napoli: "Giuseppe Domenico Scarlati [sic]. A primo novembre 1685. Io suddetto Curato ho battezzato uno figliuolo nato a 26 ottobre caduto, figlio del Signor Alessandro Scarlati e Signora Antonia Anzalone coniugi, hebbe nome Giuseppe Domenico. Fu tenuto al sacro fonte da la Signora Eleonora del Carpio Principessa di Colobrano, e dal Signor Don Domenico Martio Carafa Duca di Maddaloni".
Nel XVII secolo la chiesa è al centro di una sorta di "Montparnasse" napoletana, grazie al fatto che nella parrocchia avevano dimora alcuni dei principali artisti. Gli atti registrano infatti il battesimo dei figli di Battistello Caracciolo, il matrimonio di Juan Do (testimoni Caracciolo e Ribera), quello di Filippo Vitale, il battesimo di Pacecco De Rosa e di Agostino Beltrano.
Nel 1694 la sede parrocchiale fu trasferita nella chiesa di San Liborio per dividere le funzioni della vita monastica da quelle secolari.
Nel decennio francese (primi anni del XIX secolo) la chiesa fu soppressa e il conservatorio adibito ad altro uso. La chiesa fu riaperta nel 1823 assumendo il soprannome di la Giorgia in quanto in essa si trasferì la congrega del Rosario che era stata fondata nel XVII secolo da un appartenente alla famiglia dei De Giorgio. La chiesa fu ricostruita secondo il gusto ottocentesco e perse i molti affreschi che la adornavano, eseguiti da Andrea Malinconico, Pietro Arena e Santolo Cirillo. Non si trovò più un quadro sull'altare centrale raffigurante la Sacra Famiglia di Giulio Romano donato da papa Paolo III, probabilmente scomparso durante il periodo di chiusura del tempio.
Durante il soggiorno a Napoli, a seguito della fuga da Roma per i moti rivoluzionari del 1848-49, papa Pio IX visitò questa chiesa, come riporta una lapide di lato all'ingresso: PAPA PIO IX / IL DI 6 MARZO 1850 / LA CHIESA DI QUESTA REALE ARCICONFRATERNITA / RESE LIETA / DI SUA SANTA E VENERABILE PRESENZA.
La chiesa riaccolse la sede parrocchiale quando la chiesa di San Liborio fu chiusa ed ebbe il suo titolo parrocchiale. Negli anni sessanta del Novecento un incendio distrusse parte del patrimonio artistico ed in particolare alcuni quadri.

## Descrizione
La chiesa ha una facciata semplice con un coronamento nel quale è inserito un bassorilievo.
L'interno a navata unica possiede due altari per lato; nell'interno, di notevole importanza storica, sono le epigrafi che testimoniano le visite di papa Pio IX avvenute tra il 1848 e il 1850; sono inoltre conservate due tele di artista ignoto della prima metà XIX secolo e un crocifisso altrettanto antico.
A destra della facciata della chiesa si erge il palazzo del conservatorio della Carità. Verso la fine del XIX secolo questo fu trasformato in albergo (l'hotel Universo) e ricevette una ristrutturazione della facciata in stile neoclassico. Dopo la seconda guerra mondiale, negli anni cinquanta, l'hotel perse l'aspetto neoclassico in favore di un anonimo stile tipico del dopoguerra.
L'albergo è stato in funzione fino alla sua chiusura. Oggi l'immobile è di proprietà della Regione Campania.